# Better Than Ezra
Better Than Ezra är ett alternativt rockband från New Orleans, Louisiana, USA. 
Bandet startade 1988 i Baton Rouge, Louisiana när bandmedlemmarna gick på college. Samma år släppte bandet sin första kassettdemo, Chime Street Studio Demo Tape och 1990 släppte de sitt första album, Surprise, även detta bara på kassett. Första cd-skivan blev albumet Deluxe som kom ut år 1995. Från detta album blev singeln "Good" den mest framgångsrika. Senare kom albumet Friction, Baby, 1996. How Does Your Garden Grow? kom två år efter alltså 1998. Closer var det albumet som såldes slut först, det kom ut 2001. Albumet Artifakt som kom ut 2000 är ett b-sidealbum. Första dvd:n var en konsert-dvd som kallas Live at the House of Blues - New Orleans. 2005 släppte bandet två nya skivor, en Greatest Hits, 15 mars och ett nytt album, Before the Robots den 31 maj.

## Medlemmar
Nuvarande medlemmar
- Kevin Griffin – sång, gitarr, piano (1988 – )
- Tom Drummond – basgitarr, bakgrundssång (1988 – )
- Michael Jerome – trummor (2009 – )
- James Arthur Payne – gitarr, keyboard, bakgrundssång (1996 – )

Tidigare medlemmar
- Joel Rundell – gitarr, bakgrundssång (1988 – 1990)
- Travis McNabb – trummor (1996 – 2009)
- Cary Bonnecaze – trummor, bakgrundssång (1988 – 1996)

Turnerande medlemmar
- Alex Allemang – keyboard, bakgrundssång (1993–1996)
- Neal Josten – key grip, bakgrundssång (1993–1997)

## Diskografi
Studioalbum
- 1988 – Chime Street Studio Demo Tape
- 1990 – Surprise
- 1994 – Deluxe
- 1996 – Friction, Baby
- 1998 – How Does Your Garden Grow?
- 2001 – Closer
- 2005 – Before the Robots
- 2009 – Paper Empire
- 2014 – Surprise (återutgåva)
- 2014 – All Together Now

Samlingsalbum
- 2000 – Artifakt
- 2005 – Greatest Hits

Livealbum
- 2004 – Live in New Orleans at the House of Blues

EP
- 2011 – Death Valley EP

Singlar med placeringar på Billboard Hot 100 (US), Billboard Alternative Songs (US Alt), Billboard Hot Mainstream Rock Tracks (US Main) och Billboard Mainstream Top 40 (US Pop)
- 1995 – "Good" (US #30, US Alt #1, US Main #3, US Pop #17)
- 1995 – "In the Blood" (US #48, US Alt #4, US Main #6)
- 1995 – "Rosealia" (US #71, US Alt #24, US Pop #39)
- 1996 – "King of New Orleans" (US #62, US Alt #5, US Main #7)
- 1997 – "Desperately Wanting" (US #48, US Alt #11, US Main #10, US Pop #37)
- 1997 – "Long Lost"
- 1997 – "Normal Town"
- 1998 – "One More Murder" (US Alt #32)
- 1999 – "At the Stars" (US #78, US Alt #17, US Pop #25)
- 1999 – "Like It Like That"
- 2001 – "Extra Ordinary" (US Alt #35)
- 2005 – "A Lifetime"
- 2005 – "Our Last Night"
- 2006 – "Juicy"
- 2009 – "Absolutely Still"
- 2009 – "Just One Day"
- 2014 – "Crazy Lucky"